# Ahrensburg
Ahrensburg város Németországban, Schleswig-Holstein tartományban. Lakosainak száma 34 601 fő (2023. december 31.). Ahrensburg Ammersbek, Delingsdorf, Hammoor, Todendorf, Großhansdorf, Siek (Holstein), Braak, Stapelfeld és Hamburg községekkel határos.

## Fekvése
Hamburgtól északkeletre fekvő település.

## Leírása
A település fő nevezetességei 16. században épült kastélya és temploma.
Az 1595-ben épült fehér színű reneszánsz kastély lendületes oromzatával és négy tornyával kiemelkedik a városból. Az épület lépcsőháza és ebédlője a késő rokokó korból, a nagyterem a 19. századból való. Az épületben képtár, a porcelán- és óragyűjtemény látható.
A kastély melletti alacsony házak a 16. században épültek a szegények számára. Az ugyancsak 16. századi templom bár a gótikus maradványokat megőrizte, de szép barokk kiképzése már a 18. század elején készült az oltár előtt lebegő keresztelő angyallal együtt.

## Galéria

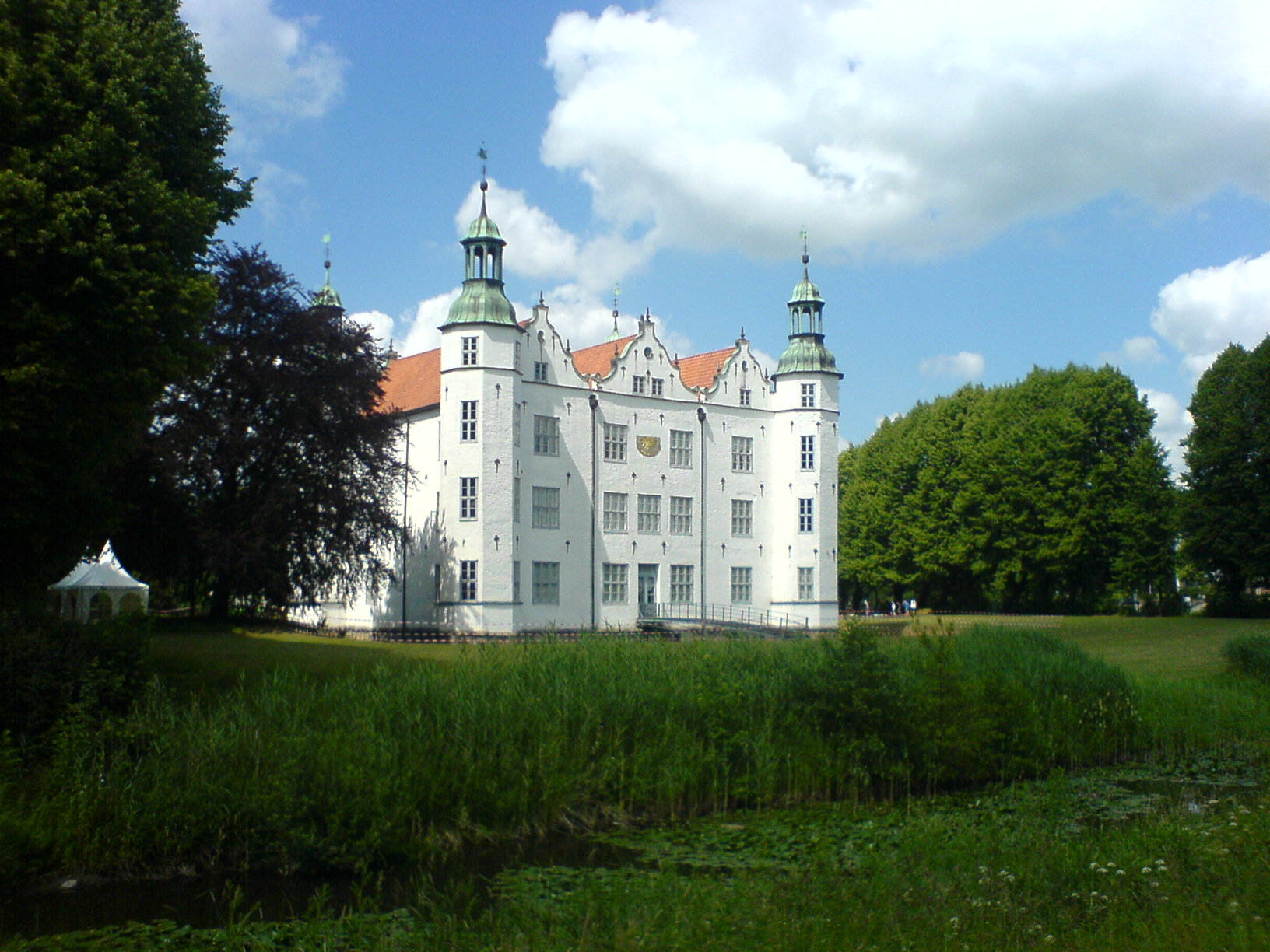
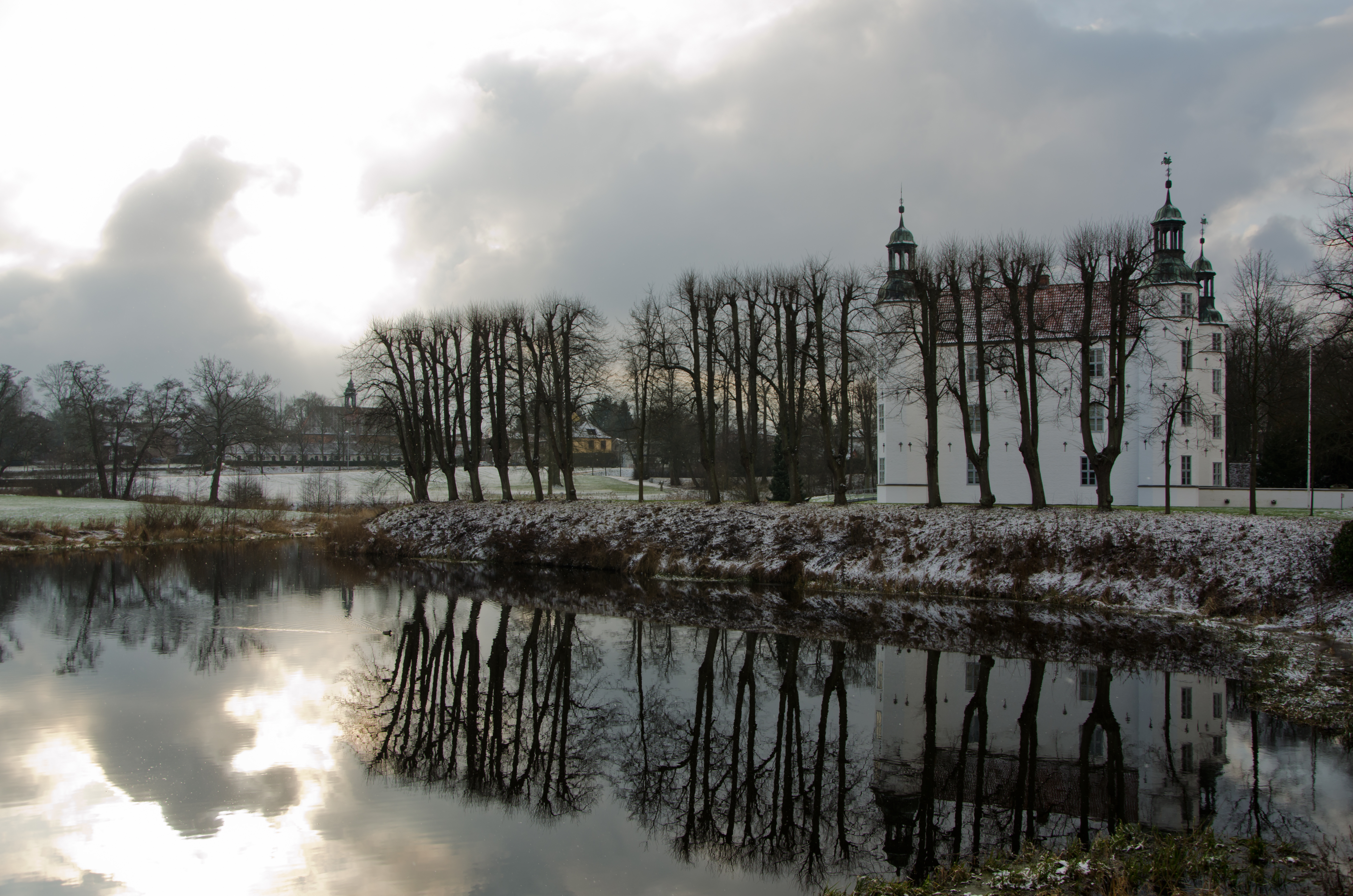
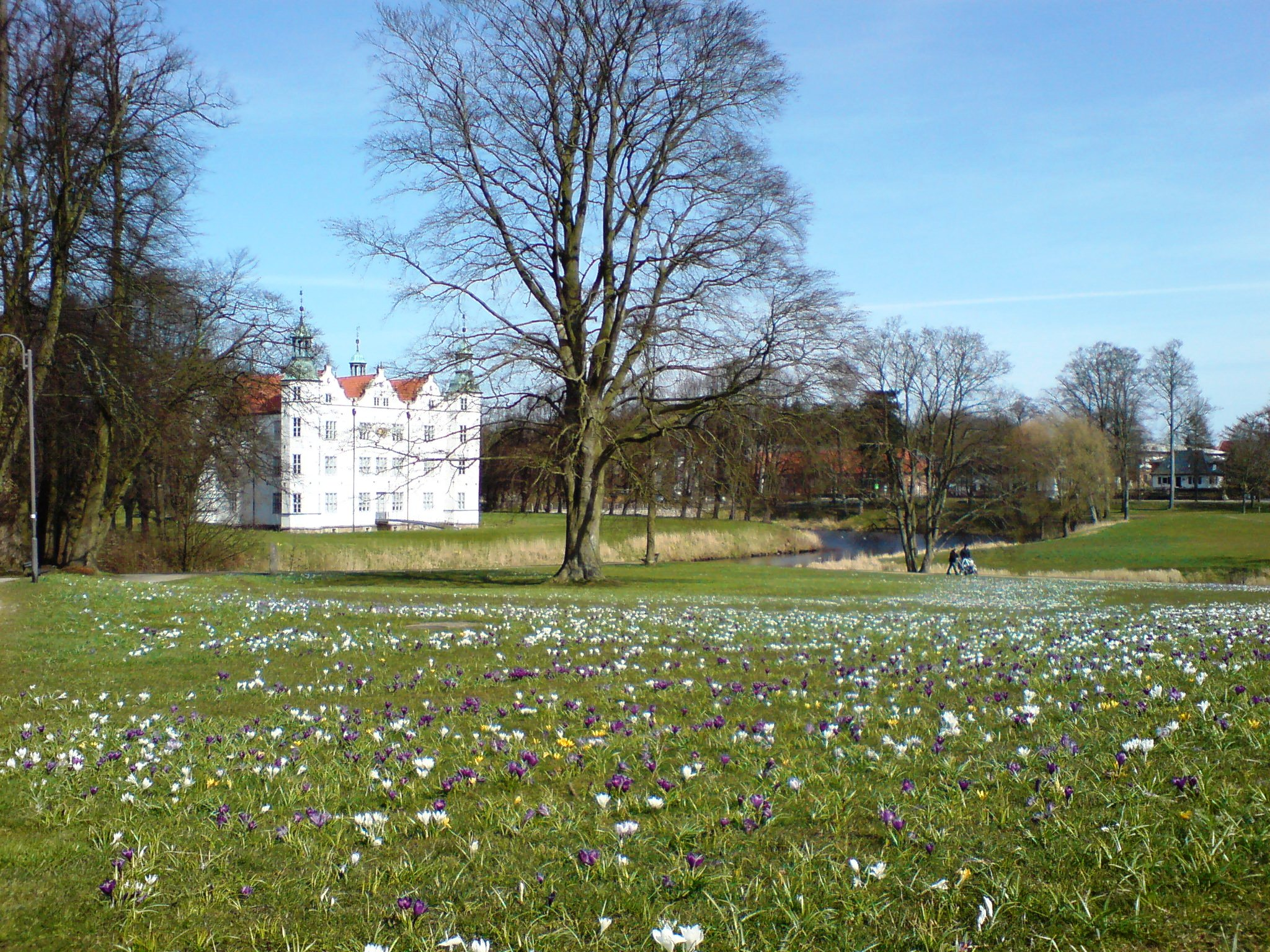
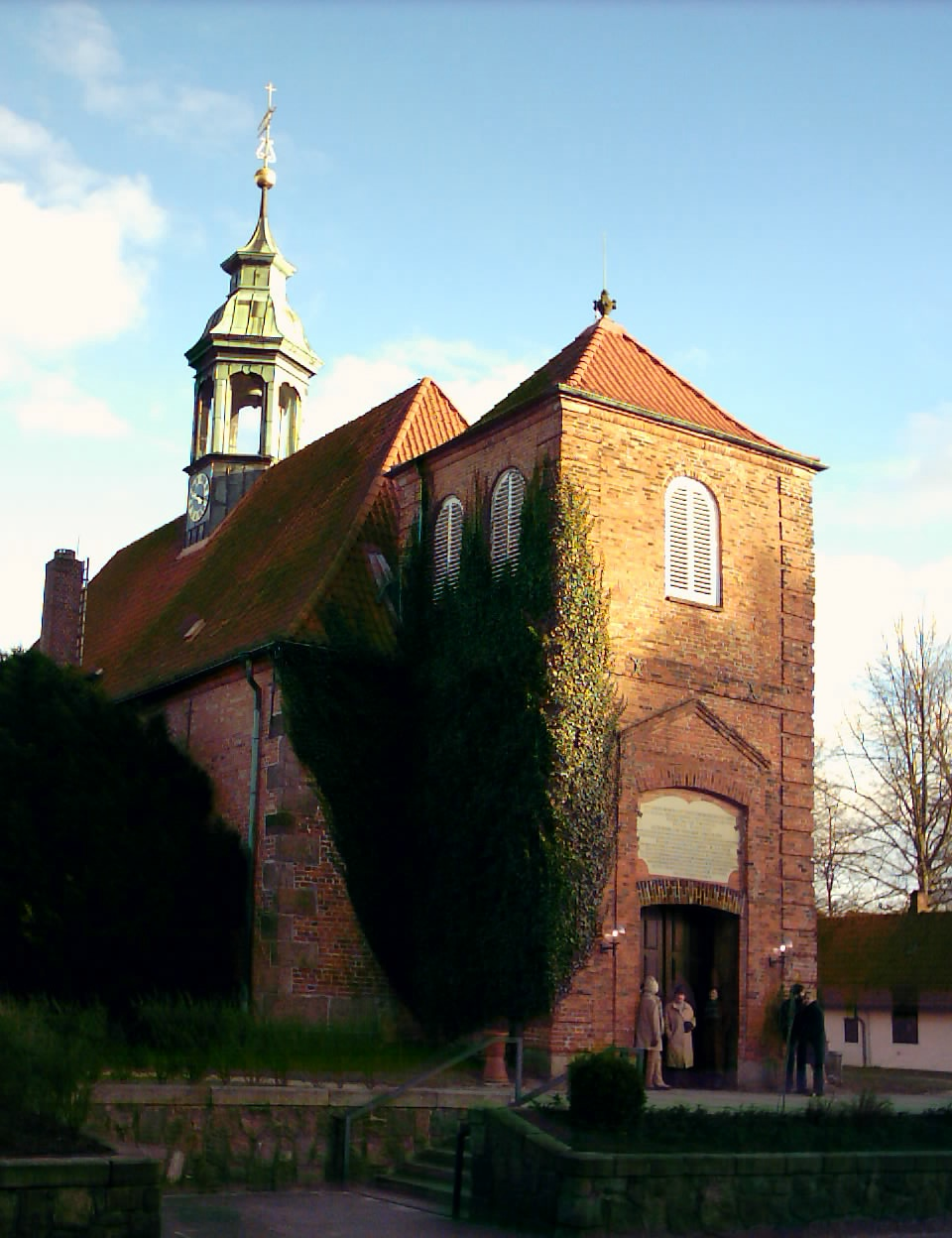
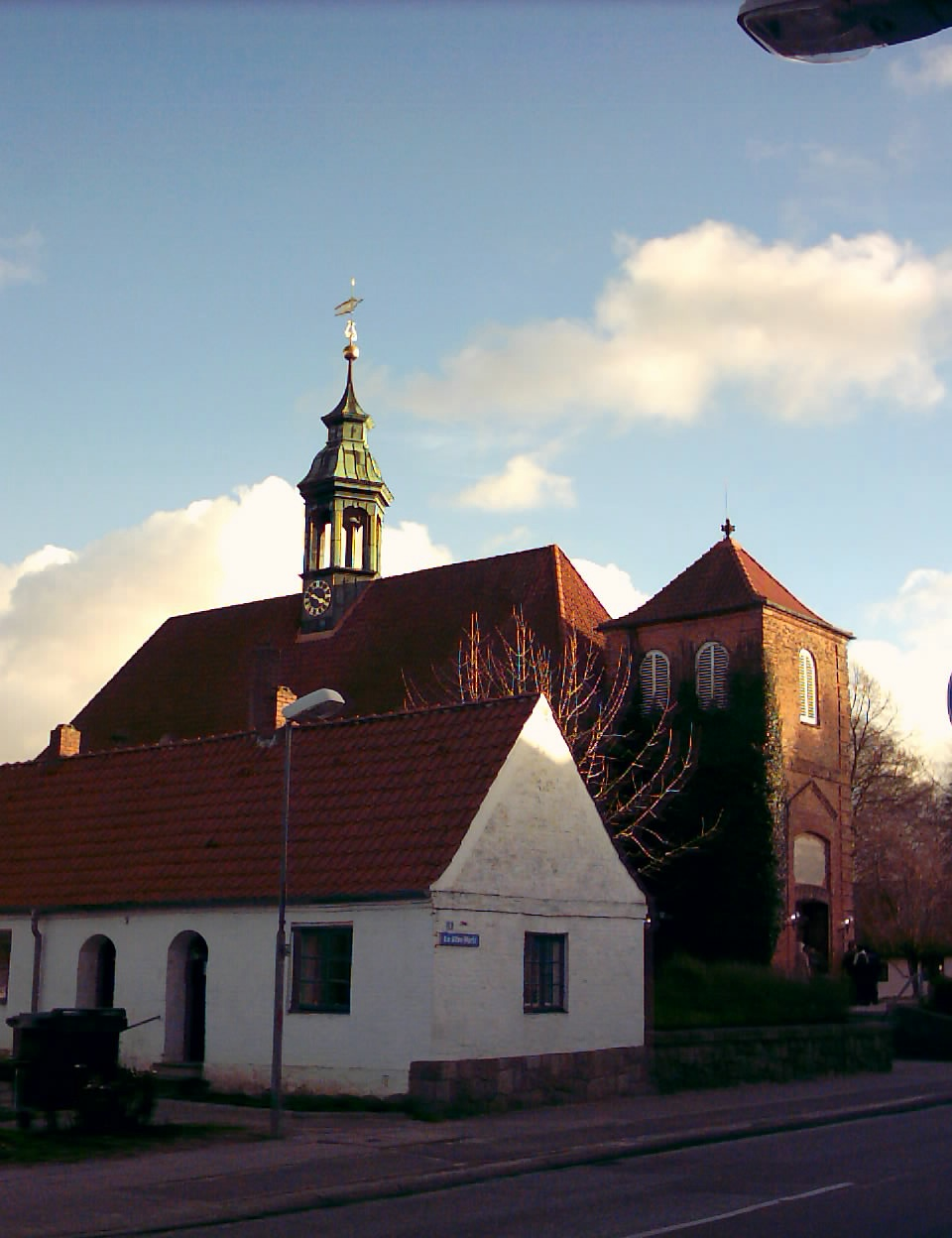
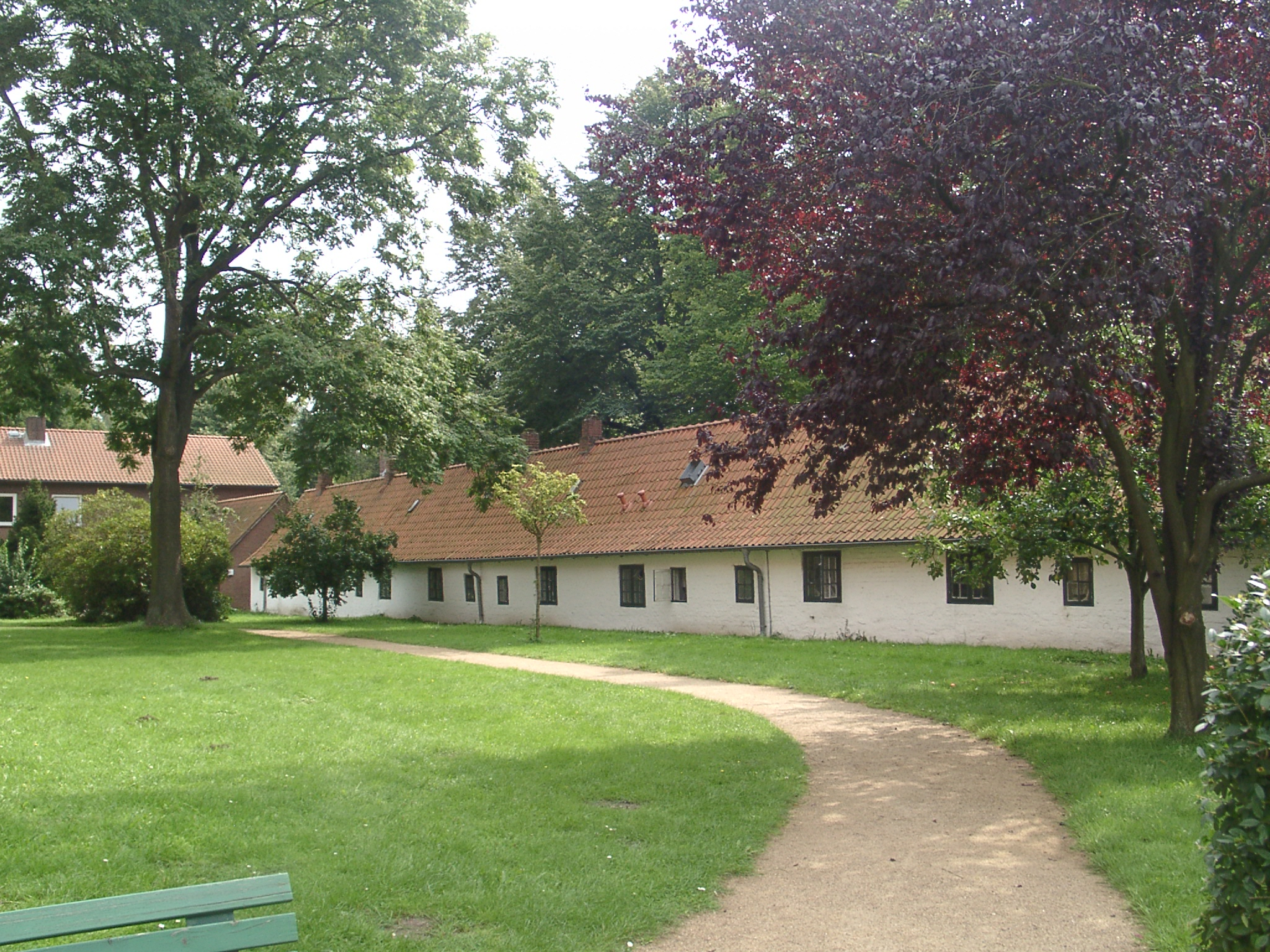
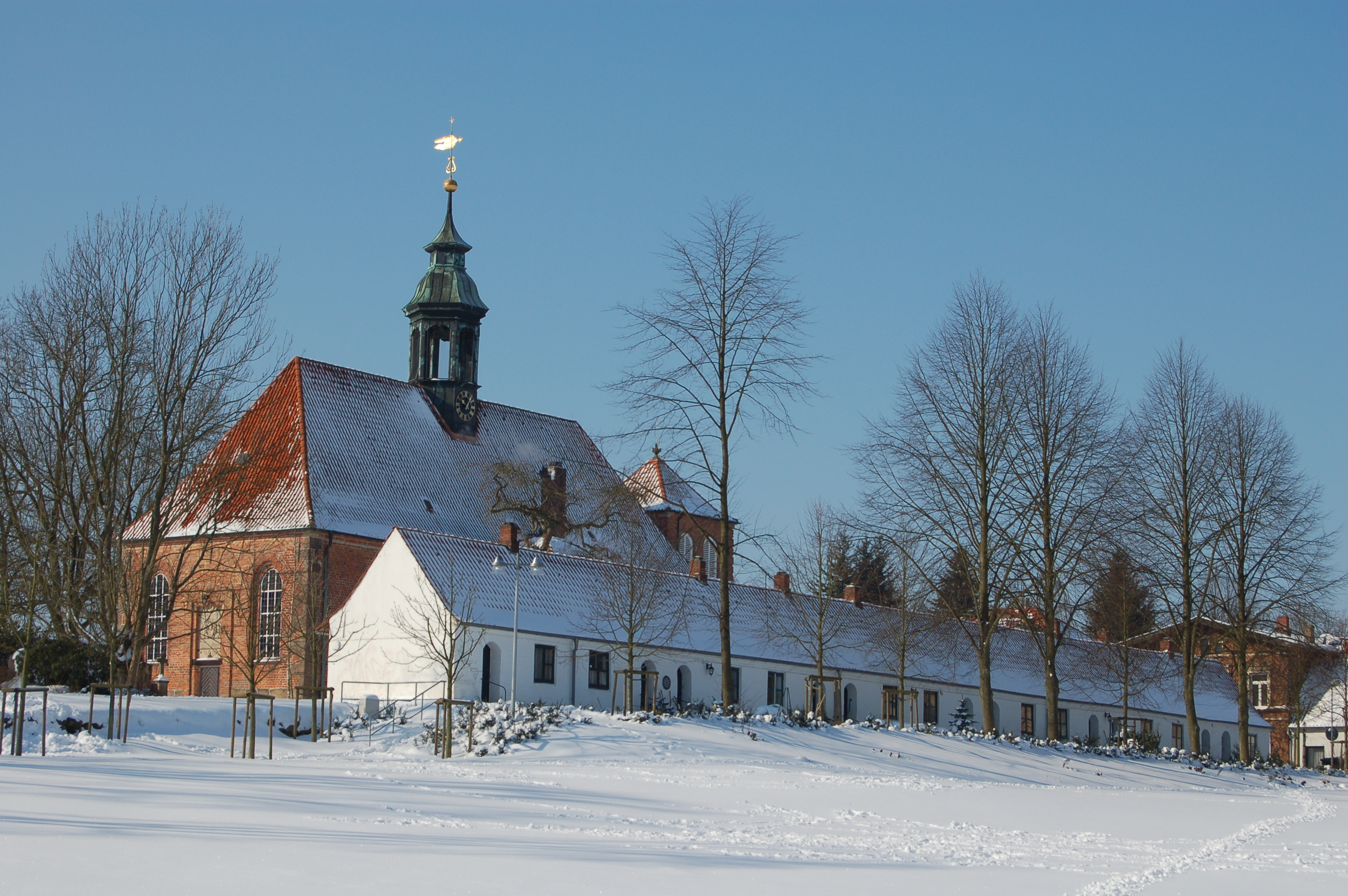
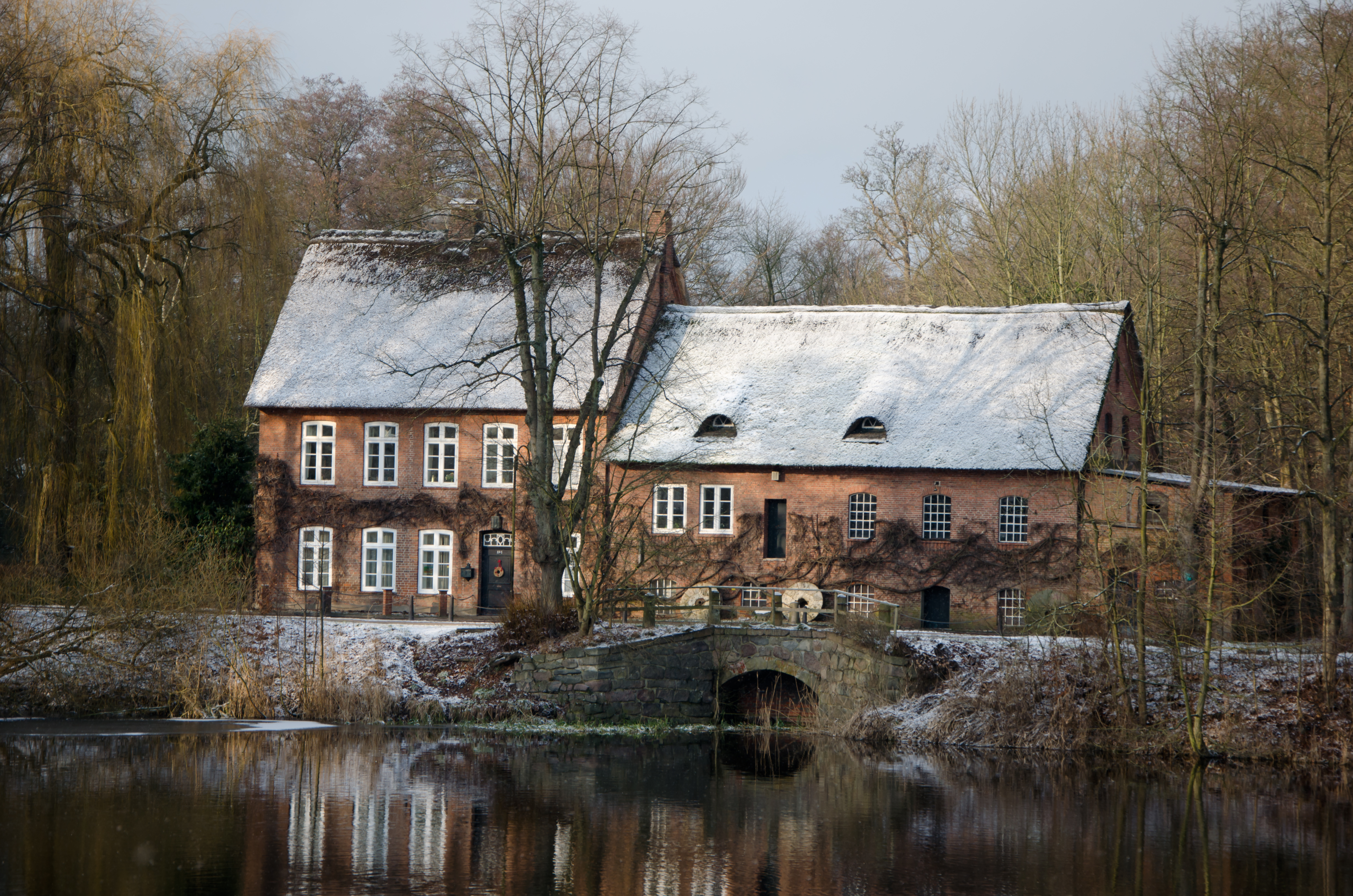
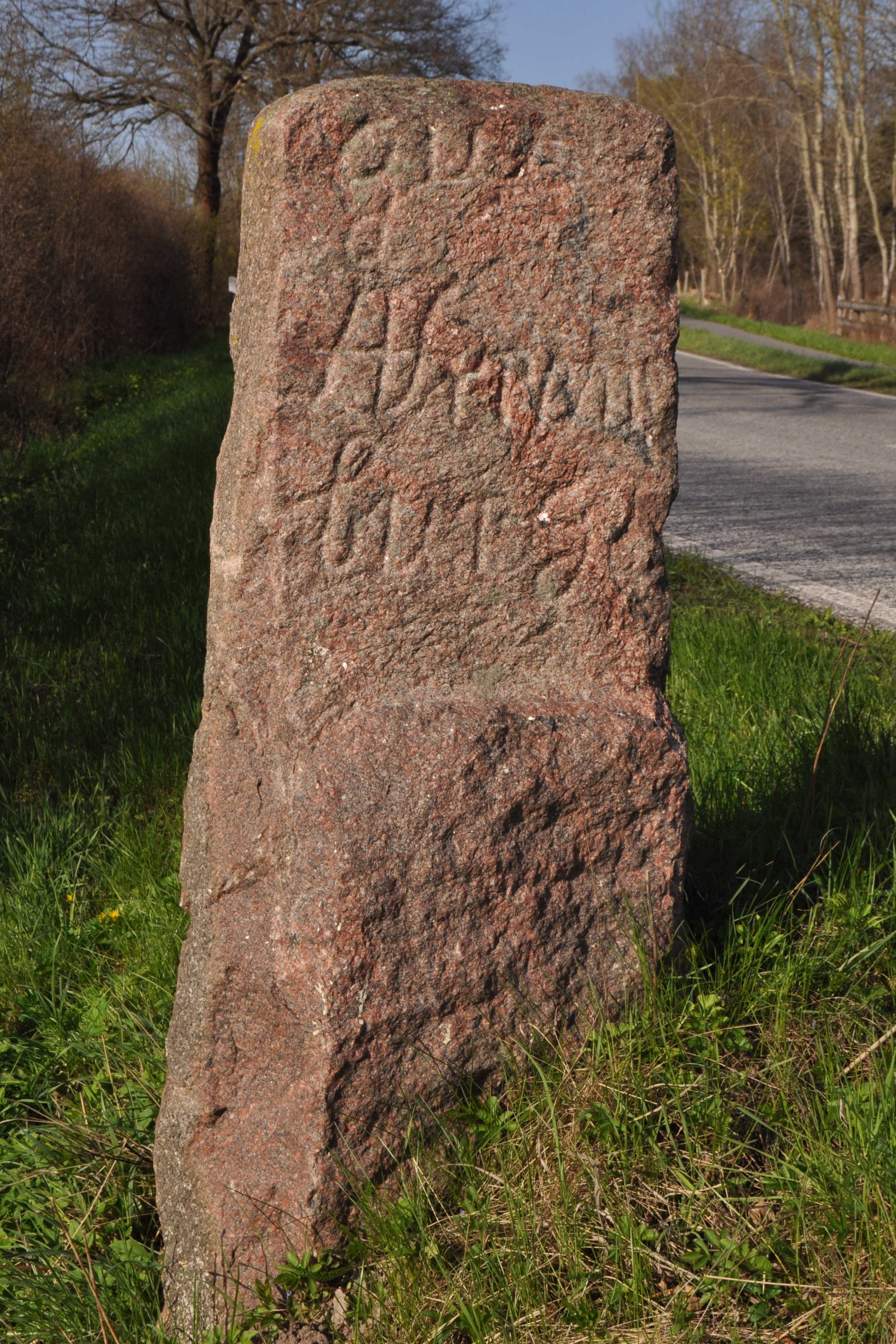

## Nevezetességek
- Kastély (Schloss)
- Templom (Schlosskirche)